# رشاد مندان عمر
رشاد ماندان عمر وزير العلوم والتكنولوجيا في مجلس الوزراء المعين من قبل مجلس الحكم العراقي المؤقت في سبتمبر 2003 والحكومة العراقية المؤقتة.
مسلم سني وتركماني، وأصله من كركوك، حاصل على شهادة بكالوريس في الهندسة وعاد مؤخرا إلى العراق من دبي حيث كان يعمل في مجال بناء المطارات.